# مجلس حكماء سهل مورسيا
مجلس حكماء سهل مورسيا ((بالإسبانية: Consejo de Hombres Buenos)‏, تلفظ بالإسبانية: ‎/konˈse.xo ðe ˈom.bɾes ˈβwe.nos/‏) هو محكمة عرفية مسؤولة عن حل نزاعات الري في سهل مورسيا (Huerta de Murcia).
في عام 2009، تم اختيارها جنبًا إلى جنب مع محكمة المياه في سهل فالنسيا كتراث ثقافي غير مادي من قبل اليونسكو.

## وظيفة المجلس
تكون أحكام مجلس حكماء سهل مورسيا شفهية، حيث يقوم كاتب بالتقاط البيانات الرئيسية. يترأس اللجنة رئيس البلدية أو من يفوضه، ولديه صوت حاسم في حالة التعادل، ويتحمل مسؤولية تنفيذ القرارات. ولديه أيضًا السلطة لفرض غرامات على الأعضاء الذين لا يحضرون الاجتماعات. يتألف مجلس حكماء سهل مورسيا من خمسة أعضاء دائمين وخمسة محامين. هدفه هو الحكم وحل القضايا والمطالب المتعلقة ببعض الجرائم في مراسيم السهول.
يُعقد المجلس جلساته العلنية كل يوم خميس في صالون دار المدينة في مورسيا، من الساعة التاسعة حتى منتصف الليل.

## روابط خارجية
- الموقع الرسمي. باللغة الإسبانية
- موقع اليونسكو. الوصف.

قالب:Intangible Heritage Spain

```